# حدأة أبيض العنق
حدأة أبيض العنق (الاسم العلمي: Leptodon forbesi) هو نوع من فصيلة بازية.